# Астерікс і Обелікс у Британії
«Астерікс і Обелікс: На службі Її Величності» (фр. Astérix et Obélix: Au service de sa Majesté), в українському прокаті: «Астерікс і Обелікс у Британії» — французький комедійний фільм 2012 року, четвертий із серії екранізації коміксів Рене Госіні та Альбера Удерзо «Астерікс у Британії» та «Астерікс і Вікінги» про галлів Астерікса та Обелікса. Попередні фільми: «Астерікс і Обелікс проти Цезаря» (1999), «Астерікс і Обелікс: Місія Клеопатра» (2002) та «Астерікс на Олімпійських іграх» (2008). Прем'єра стрічки відбулася у вересні 2012 року у форматі 3D.

## Опис
П'ятдесятий рік до нашої ери. Юлій Цезар рветься до нових завоюванням. На чолі своїх прославлених легіонів він збирається захопити острів, який знаходиться на самому краю світу — таємничу країну, іменовану Британією. Військо Цезаря бере швидку і беззастережну перемогу. Ну… майже беззастережну: одне крихітне село продовжує люто оборонятися, однак сили на виході, і королева Корделия відправляє офіцера Красовакса за підмогою в Галлію. Трійця галлів і їх вірна собачка, озброївшись магічним зіллям, вирушають визволяти друзів-британців від гніту Юлія Цезаря. Коли до галлів прибуває Красовакс, ті забезпечують його бочкою свого знаменитого чарівного зілля, а Астерікс і Обелікс вирушають разом з ним до Британії. Гадорикса вони теж беруть з собою, адже подорож — відмінний спосіб поповнити освіту молодої людини. Але, на жаль, все йде не так, як замислювалося…

## У ролях
- Едуар Баер — Астерікс
- Жерар Депардьє — Обелікс
- Фабріс Лукіні — Юлій Цезар
- Катрін Денев — Королева Англії
- Жерар Жуньо — Барб-Руж, капітан піратів
- Жан Рошфор — Люціус
- Валері Лемерсьє — Міс Макінтош
- Гійом Гальєнн — Красовакс
- Венсан Лакост — Ідунарикс
- Дені Бун — Тетедепіаф
- Булі Ланнерс — Ґроссбаф
- Мішель Дюшоссуа — Абрарокурсікс
- Шарлотта Ле Бон — Офелія